# Oderbrück
Oderbrück est un quartier de la commune de Braunlage, dans le Land de Basse-Saxe.

## Géographie
Oderbrück comprend les deux villages Oderbrück-Nord et Oderbrück-Süd, chacune composé d'une dizaine de bâtiments.
Les villages se situent à l'est de la Bundesstraße 4 dans le Haut-Harz, entre Torfhaus à 3 km au nord-ouest et Königskrug à 3,5 km au sud-est.

## Monument
- Le cimetière d'Oderbrück, un cimetière militaire pour les soldats allemands et les membres de la Waffen-SS morts en avril 1945, ainsi que les prisonniers de guerre russes[1].